# Gateway to Apshai
Gateway to Apshai is een videospel dat werd ontwikkeld door The Connelley Group en uitgegeven door Epyx. Het spel kwam in 1983 uit voor de Atari 400/800. Een jaar later werd een versie uitgebracht voor de ColecoVision en Commodore 64. Het spel is het vervolg van Temple of Apshai dat in augustus 1979 uitkwam. De speler speelt een anonieme avonturier die door kerkers gevuld met schatten en monsters trekt. De speler begint het spel met een zwaard en een leren harnas, maar naarmate het spel vordert kunnen ook andere voorwerpen en wapens bemachtigd worden. Het spel telt in totaal acht levels van 16 kerkers, die elk 60 kamers bevatten. Hierdoor heeft het spel in totaal 7680 kamers. De speler heeft 6,5 minuten om een level te halen. Zodra de tijd op is wordt de speler, indien deze nog in leven is, geteleporteerd naar het volgdende, diepere level. Bij level acht blijft het spel zich herhalen totdat de levens op zijn en hiermee het spel ten einde is. Het spel werd ontwikkeld door Michael Farren.

## Platforms
| Jaar | Platform                   |
| ---- | -------------------------- |
| 1983 | Atari 400/800              |
| 1984 | ColecoVision, Commodore 64 |

## Ontvangst
| Beoordeeld door            | Jaar | Platform     | Score |
| -------------------------- | ---- | ------------ | ----- |
| The Book of Atari Software | 1984 | Atari 8-bit  | 75%   |
| The Video Game Critic      | 2009 | ColecoVision | 25%   |